# Камила Бентивольо
Камила Бентивольо (на италиански: Camilla Bentivoglio, * Болоня, † 19 ноември 1529) е италианска аристократка, господарка на Боцоло, Гацуоло и Сан Мартино.

## Биография
Тя е дъщеря на Анибале II Бентивольо (* 1466, † 1540), владетел на Болоня, и на съпругата му Лукреция д'Есте (* ок. 1473, † 1516/1518). Има седем братя и шест сестри:
- Костанцо (* 1502, † 1542), съпруг на Костанца Елена Рангони;
- Ерколе (* 1507, † 1573), поет и драматург;
- Алфонсо (* 1490), рицар;
- Корнелий;
- Феранте;
- Лукреция, монахиня;
- Ермес;
- Беатриче;
- Бианка;
- Луижди;
- Маура, монахиня;
- Джиневра, съпруг на Гуидо да Кореджо и на Костанцо Висторини.

Има и един полубрат, роден от извънбрачна връзка на баща ѝ.

## Брак и потомство
∞ за Пиро Гонзага (* 1490, † 1529), кондотиер, граф на Родиго (1499 – 1521), господар на Боцоло (1527 – 1529), Гацуоло и Сан Мартино (1527 – 1529), втори син на Джанфранческо Гонзага и Антония дел Балцо, от когото има двама сина и пет дъщери:
- Изабела Гонзага (* 11 февруари 1521, † 1583), ∞ за Родолфо Гонзага († 1553), граф на Повильо и син на Джанфранческо Гонзага, от която има поне шест деца;
- Лукреция Гонзага (* 21 юли 1522, Гацуоло; † 11 февруари 1576, Мантуа), ∞ за Джанпаоло Манфроне, благородник от Виченца, от когото има 4 деца;
- Карло Гонзага (* 1523, † 13 юни 1555, Гацуоло), маркиз на Гацуоло, сеньор на Сан Мартино дал'Арджине, господар на Дозоло ∞ 1530 за Емилия Кауци Гонзага, от която има 11 деца;
- Иполита Гонзага, ∞ за граф Бруноро ди Тиене от Виченца;[2]
- Камила Гонзага, монахиня в Мантуа;
- Емилия Гонзага;
- Федерико Гонзага (* 1528, † 1570), втори маркиз на Гацуоло, ∞ 1550 за Лукреция д’Инчиза дела Рокета, от която 2 деца

- Пиро Гонзага, съпруг
- Изабела Гонзага, дъщеря
- Карло, син (в центъра)
- Федерико, син